# Xã New Russia, Quận Lorain, Ohio
Xã New Russia (tiếng Anh: New Russia Township) là một xã thuộc quận Lorain, tiểu bang Ohio, Hoa Kỳ. Năm 2010, dân số của xã này là 2.515 người.